# ロス・サントス県
ロス・サントス県（ロス・サントスけん、Provincia de Los Santos）は、パナマ南部の県。県都はラス・タブラス（Las Tablas）。全域がアスエロ半島内にある。主要な産業はトウモロコシ、米、コーヒー、サトウキビの栽培や牧畜である。同県はエレーラ県と共に、伝統的なパナマの衣装であるポリェラの故郷として知られ、民俗学的重要性の高いエリアである。

## 隣接する県
- ベラグアス県
- エレーラ県

## 下位行政区画
1. Guararé District
2. Las Tablas District
3. Los Santos District
4. Macaracas District
5. Pedasí District
6. Pocrí District
7. Tonosí District